# David S. Jackson
David Sherwood Jackson (ur. 1813 w Nowym Jorku, zm. 20 stycznia 1872 w Nowym Jorku) – amerykański polityk, członek Partii Demokratycznej.

## Działalność polityczna
W okresie od 4 marca 1847 do 19 kwietnia 1848 przez jedną kadencję był przedstawicielem 6. okręgu wyborczego w stanie Nowy Jork w Izbie Reprezentantów Stanów Zjednoczonych.